# Charles W. G. Rich

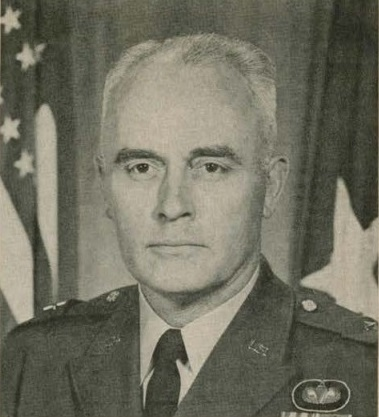
Charles W. G. Rich

Charles Wythe Gleaves Rich (* 22. Dezember 1910 in Bandy, Tazewell County, Virginia; † 24. August 1993 in Hilton Head Island, Beaufort County, South Carolina) war ein Generalleutnant der United States Army. Er war unter anderem Kommandeur der 3. Armee.
Charles Rich war ein Sohn von John Robert Rich Sr. (1883–1962) und dessen Frau Anna Maria Gleaves (1882–1974). Er besuchte die öffentlichen Schulen seiner Heimat. Im Jahr 1929 trat er als einfacher Soldat dem US-Heer bei. In den Jahren 1931 bis 1935 durchlief er die United States Military Academy in West Point. Nach seiner Graduation wurde er als Leutnant der Infanterie zugeteilt. In der Armee durchlief er anschließend alle Offiziersränge vom Leutnant bis zum Drei-Sterne-General.
Im Lauf seiner militärischen Karriere absolvierte Rich verschiedene Kurse und Schulungen. Dazu gehörten unter anderem der Infantry Officers Course, die United States Army Airborne School, das Armed Forces Staff College und das United States Army War College.
In seinen jüngeren Jahren absolvierte er den für Offiziere in den niederen Rangstufen üblichen Dienst in verschiedenen Einheiten und Standorten. Ende der 1930er Jahre wurde er nach Hawaii versetzt. Dort war er unter anderem Stabsoffizier in der Abteilung für Sicherheit und das Nachrichtenwesen (S2) beim 19. Infanterieregiment, das der 3. Infanteriedivision unterstand.
Zum Zeitpunkt des japanischen Angriffs auf Pearl Harbor war Rich noch immer bei diesem Regiment. Der Angriff markierte den amerikanischen Eintritt in den Zweiten Weltkrieg. Rich nahm an den Verteidigungsmaßnahmen auf Hawaii teil und stieg in seinem Regiment bis zum Bataillonskommandeur auf. Im Frühjahr 1943 begann er ein Studium an der Flugschule des Heeres, der Army Airborne School. Danach gehörte er für einige Zeit dem Stab dieser Schule an. Dann kommandierte er ein Fallschirmspringerregiment, das damals noch für einen Kriegseinsatz ausgebildet wurde.
Im weiteren Verlauf wurde Charles Rich ab Oktober 1944 auf dem europäischen Kriegsschauplatz eingesetzt. Dort war er zunächst Stabsoffizier bei der Sixth United States Army Group. Diese war erst Ende Juli 1944 auf Korsika gegründet worden und unterstand dem Allied Force Headquarters. Diese Army Group war an der Koordination des alliierten Vormarsches nach Deutschland beteiligt. Anschließend wurde er zum XXI. Korps versetzt. Bei diesem Korps leitete er die Stabsabteilung G1 für Personal. Sein Korps drang aus Frankreich kommend nach Deutschland vor. Es war an der Zerschlagung des Brückenkopfs Elsass beteiligt, wobei es zwischenzeitlich der 1. Französischen Armee unterstellt war. Später war das Korps bei der Eroberung Deutschlands eingesetzt. Es nahm unter anderem die Städte Saarbrücken, Würzburg, Schweinfurt und Berchtesgaden ein.
Nach dem Krieg war Rich Teil der amerikanischen Truppen im befreiten Frankreich, wo er im Stab einiger regionaler Verwaltungseinheiten tätig war. Danach gehörte er den Besatzungstruppen In Deutschland an. Dabei war er Stabsoffizier im damaligen amerikanischen Hauptquartier in Frankfurt am Main. Danach absolvierte er das Armed Forces Staff College. Nach seinem erfolgreichen Abschluss verblieb er für einige Zeit als Dozent an dieser Schule.
In der Folge war er zunächst Stabsoffizier in einer Einheit der 82. Luftlandedivision, dann Leiter der Stabsabteilung für Operationen G3 und schließlich Stabschef dieser Division. In den Jahren 1952 und 1953 absolvierte er das Army War College ehe er während der Endphase des Koreakriegs nach Südkorea versetzt wurde, wo er das 15. Infanterieregiment kommandierte, das dort in einige Kampfhandlungen verwickelt war. Danach gehörte er für einige Zeit dem Stab des ebenfalls im Koreakrieg eingesetzten und in Südkorea stationierten IX. Korps an.
Nach seiner Rückkehr in die Vereinigten Staaten wurde Charles Rich Stabsoffizier in der Abteilung G1 des Heeresministeriums in Washington, D.C. Im Jahr 1956 erreichte er mit seiner Beförderung zum Brigadegeneral die Generalsränge. Es folgte eine Versetzung zum Stab der 101. Luftlandedivision. Anschließend kehrte er zur Militärakademie in West Point zurück, wo er zwischen September 1959 und Juni 1961 Führungsoffizier der Kadetten war (commandant of cadets of the United States Military Academy).
Im Juli 1961 wurde Charles Rich, inzwischen im Rang eines Generalmajors, als Nachfolger von Ben Harrell neuer Kommandeur der 101. Luftlandedivision. Dieses Kommando hatte er bis zum Februar 1963 inne. Danach übernahm er die Leitung der Infantry School und des Infantry Centers in Fort Benning dem heutigen Fort Moore. Nach seiner Beförderung zum Generalleutnant erhielt er das Kommando über die 3. Armee. Dieses Amt bekleidete er zwischen dem 1. August 1964 und dem 23. Juni 1965. Es folgte eine erneute Versetzung nach Südkorea, wo er zwischen Juli 1965 und August 1966 stellvertretender Kommandeur der 8. Armee wurde. Während dieser Zeit war er zwei Mal kurzfristig kommissarischer Kommandeur des damals dieser Armee unterstellten I. Korps. Im September 1966 wurde Rich Leiter der Reservistenorganisationen des US-Heeres (United States Army Office of Reserve Components). Im Jahr 1970 schied er aus dem aktiven Militärdienst aus.
Charles Rich verbrachte seinen Lebensabend in Hilton Head Island, wo er sich gesellschaftlichen Leben beteiligte. Er spielte unter anderem Golf, gehörte dem Army-Navy Club an und wurde dessen Präsident. Darüber hinaus gehörte er dem Kuratorium des dortigen Hilton Head Hospitals an und engagierte sich in der dortigen Kirchengemeinde der All Saints Episcopal Church. Er starb am 24. August 1993 und wurde auf dem Friedhof der Militärakademie in West Point beigesetzt.

## Orden und Auszeichnungen
Charles Rich erhielt im Lauf seiner militärischen Laufbahn unter anderem folgende Auszeichnungen:
- Army Distinguished Service Medal
- Silver Star
- Legion of Merit
- Bronze Star Medal
- Orden der Ehrenlegion (Frankreich)
- Kriegskreuz (Frankreich)
- Orden Polonia Restituta (Polen)
- Kriegskreuz (Belgien)
- Order of National Security Merit (Südkorea)